# Hainford
Hainford est un village et une paroisse civile du Norfolk, en Angleterre. Il est situé à une dizaine de kilomètres au nord de la ville de Norwich. Administrativement, il relève du district de Broadland.

## Toponymie
Hainford est un nom d'origine  vieil-anglaise désignant un terrain clos (*hægen) situé près d'un gué (ford). Il est attesté pour la première fois vers 1060 sous la forme Hemfordham. On trouve les orthographes Hamforda et Hanforda dans le Domesday Book, compilé en 1086.

## Démographie
Au recensement de 2011, la paroisse civile de Hainford comptait 989 habitants.